# Ferdinand Dümmler
Georg Ferdinand Dümmler (Halle, 10 febbraio 1859 – Basilea, 15 novembre 1896) è stato un filologo classico e archeologo tedesco.

## Biografia
Figlio dello storico Ernst Ludwig Dümmler (1830-1902), studiò presso le Università di Halle, Strasburgo e Bonn. A Strasburgo studiò con Adolf Michaelis (1835-1910) e a Bonn ebbe come maestri Franz Bücheler (1837-1908), Hermann Usener (1834-1905) e Reinhard von Kekulé Stradonitz (1839-1911). Nel 1882 conseguì il dottorato con una tesi sul filosofo Antistene.
Dopo la laurea intraprese un viaggio di ricerca archeologica per l'Italia, la Grecia, Cipro e le isole egee. Dal 1887 al 1890 fu docente presso l'Università di Giessen e poi era  fu professore di filologia e archeologia presso l'Università di Basilea. Nel 1889 pubblicò Akademika. Beiträge zur Litteraturgeschichte der sokratischen Schulen.
Dümmler morì di malattia a Basilea il 15 novembre 1896 all'età di 37 anni.